# Patrilaterale und matrilaterale Verwandtschaft
Patrilaterale Verwandtschaft (lateinisch pater und lateralis: „vaterseitig“) bezeichnet alle Verwandten einer Person aufseiten ihres Vaters – matrilateral (mater: „mutterseitig“) sind alle Verwandten mütterlicherseits, beispielsweise der Oheim und die Muhme (Bruder und Schwester der Mutter). Zu jeder Seite gehören die Geschwister des jeweiligen Elternteils samt ihren Nachkommen sowie alle seine Vorfahren mit ihren Nachkommenschaften, sowohl gradlinige als auch seitenverwandte (lineare und kollaterale Verwandtschaft).
Jede Person pflegt ein eigenes Netzwerk von ausgesuchten Beziehungen zu Verwandten auf der Vater- und auf der Mutterseite, ganz nach eigenen Vorlieben und sozialen Erwartungen. Diese gemischte Verwandtschaftsgruppe (ethnosoziologisch als Kindred bezeichnet) kommt zusammen bei Geburten, Heiraten, Beerdigungen oder anderen Übergangsritualen. Davon unterscheiden sich die Abstammungs- und Erbfolgeregeln der rein „patri-linearen“ Vaterfolge (Stammlinie, altrömische Agnation) oder der rein „matri-linearen“ Mutterfolge bei Ethnien und indigenen Völkern: Bei ihnen werden die Verwandtschaften des jeweils anderen Elternteils kaum oder gar nicht berücksichtigt.
Die Unterscheidung in vaterseitig und mutterseitig (fachsprachlich Patrilateralität, Matrilateralität) spielt auch eine wichtige Rolle bei der Untersuchung von Kreuz- und Parallel-Verwandtschaft, vor allem in Bezug auf die Geschwister beider Elternteile. So finden sich Heiratsregeln, die beispielsweise eine Kreuzcousinenheirat bevorzugen, also die Heirat eines Sohnes mit der Tochter der Vaterschwester (Tante) oder des Mutterbruders (Onkel) –  oder diese als unerwünscht ansehen.